# Badreh (shahrestan)
Badreh (persiska: شَهرِستانِ بَدرِه, Shahrestān-e Badreh) är en shahrestan, delprovins, i Iran.   Den ligger i provinsen Ilam, i den västra delen av landet, 500 km sydväst om huvudstaden Teheran.
Delprovinsen hade 15 614 invånare 2016.